# Громышевка (село)
Громышевка — село в Зырянском районе Томской области, Россия. Входит в состав Дубровского сельского поселения.

## География
Село располагается на юго-западе Зырянского района у самой административной границы с Кемеровской областью. Граница проходит с запада, юга и юго-востока от Громышевки. Село стоит на слиянии двух безымянных речек, объединённый поток которых 2 км западнее впадает в реку Мутную. По Мутной и проходит ближайший к селу участок границы с Кемеровской областью.

## Население
| 2002 | 2010 | 2012 | 2013 | 2014 | 2015 | 2016 |
| ---- | ---- | ---- | ---- | ---- | ---- | ---- |
| 477  | ↘264 | ↘252 | ↗253 | ↗257 | ↗260 | ↘252 |
| 2021 |      |      |      |      |      |      |
| ↘144 |      |      |      |      |      |      |

## Социальная сфера и экономика
В посёлке есть фельдшерско-акушерский пункт, основная общеобразовательная школа, Дом культуры и библиотека. 
Основа местной экономической жизни — сельское хозяйство и розничная торговля.